# Kalarannanpuisto
Le parc du port de pêche (finnois : Kalarannanpuisto) est un parc du quartier Keskusta de Vaasa en Finlande.

## Présentation
Kalaranta est un port de plaisance animé et une plage agréable.
Le parc est riche en végétation. Pendant l'été, le parc a des compositions florales estivales spectaculaires. 
Kalaranta abrite aussi la statue en bronze La femme oiseau commémorant le poète Jarl Hemmer. 
La statue est sculptée par Carl-Gustaf Lilius en 1993.
Le bâtiment Rantalinna est construit en 1912 dans le parc.